# Ego (canção de The Saturdays)
"Ego" é o segundo e último single do segundo álbum de estúdio, Wordshaker, do girl group britânico The Saturdays. Lançado em 3 de janeiro de 2010 para download digital e no dia seguinte como CD single.

## Formatos e faixas
| Single digital |                               |         |  |
| N.º            | Título                        | Duração |  |
| 1.             | "Ego"                         | 3:10    |  |
| 2.             | "Ego" (Almighty Club Mix)     | 6:59    |  |
| 3.             | "Ego" (Jason Nevins Club Mix) | 6:09    |  |
| 4.             | "Ego" (Almighty Radio Edit)   | 4:16    |  |

| CD single |             |         |  |
| N.º       | Título      | Duração |  |
| 1.        | "Ego"       | 3:10    |  |
| 2.        | "Flashback" | 3:15    |  |

## Paradas musicais
| Parada (2009)       | Melhor posição |
| ------------------- | -------------- |
| Irish Singles Chart | 10             |
| UK Singles Chart    | 9              |